# West Tamar
West Tamar är en kommun i Australien. Den ligger i delstaten Tasmanien, i den sydöstra delen av landet, omkring 180 kilometer norr om delstatshuvudstaden Hobart. Antalet invånare var 22 718 vid folkräkningen 2016.
Följande samhällen finns i West Tamar:
- Beaconsfield
- Beauty Point
- Glengarry
- Bridgenorth
- Deviot
- Sidmouth
- Rosevears
- Kayena
- Winkleigh
- Legana
- Loira
- Frankford
- Greens Beach
- Kelso